# Lappsjöarna (Jokkmokks socken, Lappland, 740686-171157)
Lappsjöarna är en sjö i Jokkmokks kommun i Lappland och ingår i Luleälvens huvudavrinningsområde.